# Finansiell intermediär
Finansiella intermediär är en aktör på finansmarknaden som kanaliserar kapital från långivare till låntagare. Exempel på finansiella intermediärer är banker, försäkringsbolag och investmentbanker. Finansiella intermerdiärer spelar en betydande roll i samhällsekonomin då de minskar transaktionskostnader, ökar riskspridningen och reducerar informationsasymmetrier.
Medan medial uppmärksamhet framför allt riktas emot värdepappersmarknader såsom börsen är finansiella intermediärer den dominerande källan till finansiering för såväl företag som privatpersoner.